# Renee Paquette
Renee Jane Paquette (19 de septiembre de 1985) es una actriz, entrevistadora y comentarista de deporte canadiense, actualmente trabaja para All Elite Wrestling. Anteriormente narraba para la WWE en su marca SmackDown hasta el 2020 bajo el nombre de Renee Young y a la vez era una excomentadora de The Score.

## Primeros años
Paquette nació en Toronto, Ontario, Fue modelo infantil. Después de terminar la secundaria, se presentó en varias universidades y empezó a entrenarse en comedia de improvisación. A la edad de 19 años, se mudó a Los Ángeles para seguir una carrera como actriz de comedia, pero más tarde se trasladó a Toronto donde audicionó para películas, videos musicales y comerciales.

## Carrera

### The Score Television Network (2009–2012)
Paquette comenzó a trabajar para The Score hacia finales de 2009 en el programa llamado Right After Wrestling, el cual más tarde fue renombrado como Aftermath, donde era presentadora junto a Arda Ocal y el exárbitro de la WWE Jimmy Korderas.

### WWE (2012–2020)
Paquette firmó con un contrato con WWE en octubre de 2012, donde fue renombrada como Renee Young, e hizo su debut en el episodio del 29 de marzo de 2013 de SmackDown, entrevistando a Randy Orton, Big Show y Sheamus. Young anteriormente ya había hecho entrevistas exclusivas para WWE Active desde febrero de 2013, y también había sido presentadora en el pre-show de Survivor Series junto a Scott Stanford. Young debutó el 23 de enero de 2014 en NXT como entrevistadora en backstage.

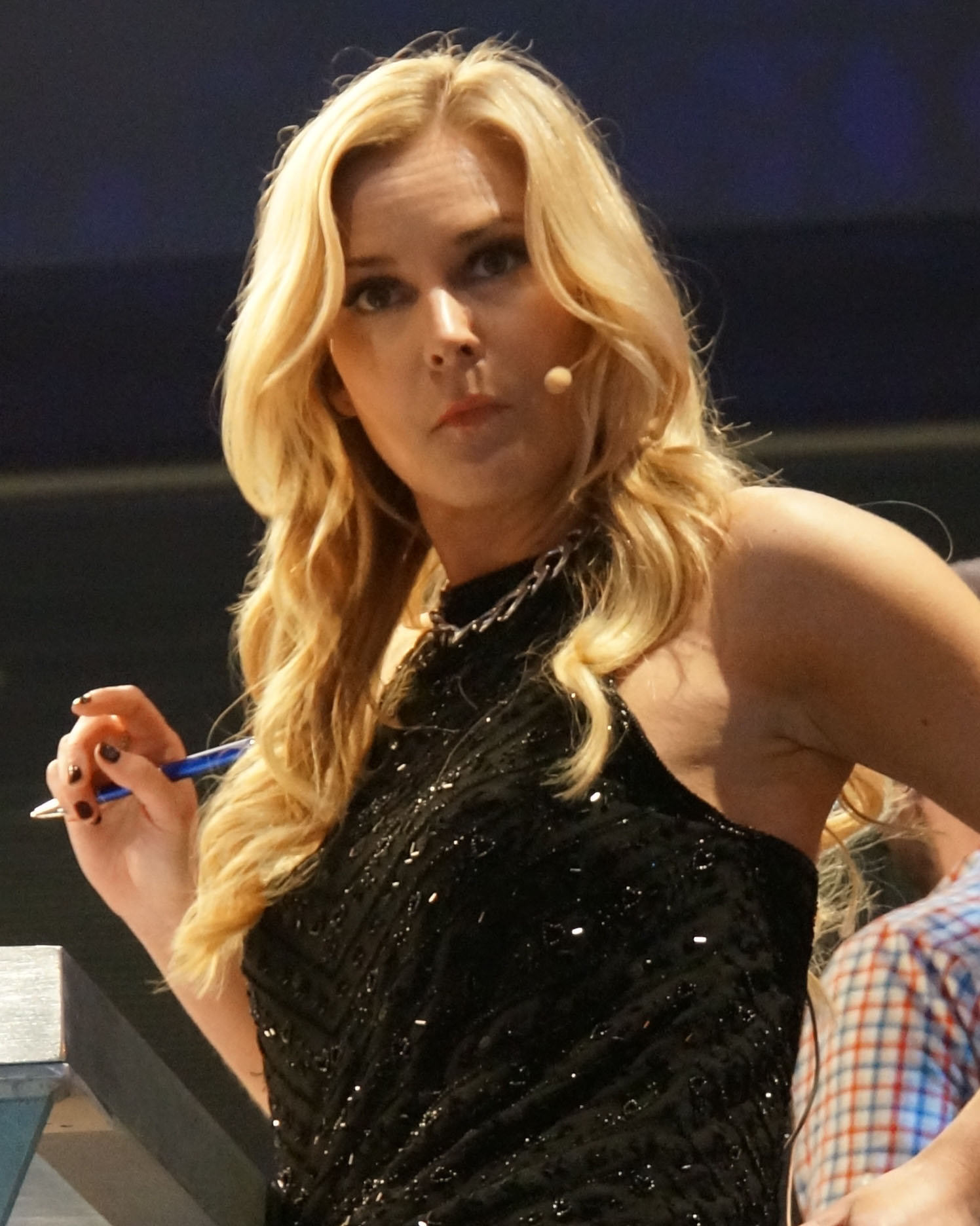
Young en abril de 2014

Young empezó a hacer de coanfitriona de los segmentos World Tour, los cuales son segmentos detallando la ciudad donde están filmando, mostrando diversos atractivos turísticos, antes de ser también promovida a tercer presentadora del web show de la WWE The JBL and Cole Show, el cual es emitido en YouTube y WWE.com. El show recibió un Slammy Award por Web Show Favorito del Año. También presentó WWE Vintage Collection junto al miembro del Salón de la Fama de la WWE Mean Gene Okerlund.
En septiembre de 2013, tras meses de ser entrevistadora, Young hizo su debut como comentarista en NXT. Ella empezó realizando comentario durante los combates de las Divas de NXT antes de convertirse en comentarista de tiempo completo de NXT. El 3 de julio de 2014, la WWE anunció que Young se uniría oficialmente al equipo de comentaristas de Superstars, comenzando el 3 de julio junto a Tom Phillips, convirtiéndose así en la primera mujer comentarista desde hace más de una década. En abril de 2015, Young comenzó a ser anfitriona de su propio show llamado Unfiltered con Renee Young, el cual es transmitido por WWE Network. En Smackdown Live del 20 de diciembre abofeteó a The Miz por meterse en su vida privada. El 28 de diciembre volvió a entrevistar a The Miz, que fue atacado por Dean Ambrose. El 3 de enero fue abofeteada por Maryse por haber tocado a su marido.
El 13 de agosto de 2018, se convirtió en la segunda mujer en ser comentarista de Raw, reemplazando a Jonathan Coachman, y repitió de nuevo el 3 de septiembre. Luego el 10 de diciembre se convirtió en comentarista de WWE RAW de forma definitiva, reemplazando a Jonathan Coachman, que a su vez, la reemplaza en los pre-shows. A partir de octubre de 2019, Young se mudó a SmackDown como colaboradora especial y comenzó a presentar el nuevo programa de estudio WWE Backstage en Fox Sports 1 con Booker T. El 1 de noviembre de 2019, Young ocupó el puesto de comentarista en SmackDown, ya que Michael Cole y Corey Graves se perdieron el episodio debido a retrasos en el viaje al regresar de Arabia Saudita, país donde se celebraba Crown Jewel. 
Después de SummerSlam, anunció su salida de la WWE afirmando que el evento sería su última aparición con la empresa. Young explicó que su decisión fue debido a la cancelación de WWE Backstage y que sentía que había logrado todo.

### AEW (2022-presente)
El 12 de octubre del 2022, se une de forma oficial al equipo de la All Elite Wrestling, ya confirmado por el presidente Tony Khan.

## Otros medios
Antes de unirse a The Score, Paquette trabajo para BiteTV, donde era presentadora de un show de deportes extremos y de música llamada Rippin' It-N-Lippin' It durante 2008 y 2009. Ella hizo un comercial para Oxy y formó parte de un video musical de Tom Green. Antes de esto, hizo un cameo en un video musical para Kelly Clarkson en su canción de 2005 "Behind These Hazel Eyes". También apareció en un comercial nacional de Noxzema, e hizo una sesión fotográfica para la revista Toro. En 2016, se anunció que Paquette aparecería como uno de los personajes principales para la sexta temporada de Total Divas.
En 2021, Paquette comenzó su propio podcast Oral Sessions with Renee Paquette (más tarde rebautizado como The Sessions with Renee Paquette).  Además del podcast, creó su propio canal de YouTube para acompañar los episodios de audio en forma de videoclips y episodios de podcast completos. En septiembre de ese año, también comenzó a presentar un programa en Sirius XM con la excampeona de peso gallo femenino Miesha Tate, llamado Throwing Down with Renee and Miesha.

## Vida personal
Paquette dijo al respecto sobre su propósito de ser actriz:

“Siempre quise ser una actriz. Actuar es por donde todo empezó para mí. Tan pronto como terminé la secundaria, fui a The Second City y entrené en comedia improvisada. Siempre quise ser más que una actriz de comedia. Pero fue el camino que quise tomar. Volé a Los Ángeles a los 19 sin haber trabajado un solo día de mi vida como animadora. Regresé a Toronto y audicioné para diferentes películas, videos musicales y comerciales... estando en Canadá, me quedé atascada al no conseguir audiciones para papeles principales, así que cambie de tema y me adentré como presentadora. Yo soló necesitaba una cámara y a mí misma para hacer eso.”

Acerca de ser una ávida fanática de la lucha libre profesional, Paquette dijo: "Asistí a algunos eventos y a WrestleMania VI. Mi padre es un promotor de conciertos y conseguía hacerme entrar a los eventos. Recuerdo estar en el backstage y conocer a Stone Cold Steve Austin, Triple H, Chyna y Trish Stratus cuando era niña, así que es muy divertido que terminara aquí. Me fui por un camino diferente al de querer convertirme en una luchadora de la WWE". Conoció al ahora luchador de AEW Jonathan Good, más conocido como Jon Moxley en 2013 (en ese entonces conocido como Dean Ambrose), se casaron en 2017. En noviembre de 2020 se anunció que  Paquette y Good estaban esperando a su primer hijo.
El 24 de junio de 2020, Paquette anunció que había dado positivo por COVID-19.
El 15 de junio de 2021, Paquette y Good, dieron la bienvenida a su hija Nora Paquette-Good.

## Filmografía

### Televisión
| Año            | Título                                         | Rol         | Notas                            |
| -------------- | ---------------------------------------------- | ----------- | -------------------------------- |
| 2007           | The Smart Woman Survival Guide                 | Cute Intern | Episodio: "Go Big or Go Home"    |
| 2010           | Gotta Grudge?                                  | Ella misma  | 8 episodios                      |
| 2011-2012      | Gillette Drafted                               | Ella misma  | Juez, mentora                    |
| 2013 2016-2017 | Total Divas                                    | Ella misma  | 2 episodios 6 Temporada          |
| 2013           | WWE: The Top 25 Rivalries in Wrestling History | Ella misma  | Anfitriona                       |
| 2014           | WWE Countdown                                  | Ella misma  | Episodio: "Coolest Catchphrases" |
| 2014-presente  | WWE Music Power 10                             | Ella misma  | Voice-over Anfitriona            |
| 2014-presente  | WWE Quick Hits                                 | Ella misma  | Anfitriona                       |
| 2015-presente  | Unfiltered with Renee Young                    | Ella misma  | Anfitriona                       |
| 2015           | WWE Tough Enough                               | Ella misma  | Coanfitriona                     |

### Web
| Año           | Título                | Rol        |
| ------------- | --------------------- | ---------- |
| 2013–presente | The JBL and Cole Show | Ella misma |
| 2013-presente | After Total Divas     | Ella misma |

## Campeonatos y logros
- WWE
  - Slammy Award por Web Show Favorito del año (2013)[13] - con Michael Cole y John "Bradshaw" Layfield por The JBL and Cole Show